# Zikavirus
Zikavirus (ZIKV) är ett virus i familjen Flavivirus och släktet Flaviviridae. Viruset överförs av Aedes-myggor samt sexuellt och kan hos människor orsaka en vanligen mild sjukdom som kallas zikafeber och som sedan 1950-talet tidvis har förekommit inom ett smalt bälte längs ekvatorn från Afrika till Asien. I november 2015 föreslogs en koppling mellan infektioner hos gravida och fosterskador. Den 1 februari 2016 klassade världshälsoorganisationen (WHO) smittspridningen av zikaviruset som ett internationellt nödläge.

## Historik
Viruset isolerades första gången i april 1947 från en rhesusapa som forskare hade placerat i en bur i Zikaskogen i Uganda. År 1952 rapporterades det första människofallet. Det första dokumenterade utbrottet bland människor skedde år 2007 i Mikronesien.
Under 2014 spred sig viruset österut över Stilla havet till Franska Polynesien och vidare till Påskön, för att senare under 2015 fortsätta till Sydamerika, Centralamerika och Karibien. Utbrottet klassades som en pandemi.
I januari 2016 publicerades rapporter om eventuella kopplingar mellan zikavirusinfektion och allvarliga komplikationer som kan drabba foster. Viruset tros kunna orsaka mikrocefali hos nyfödda barn till mödrar som smittats under graviditeten, men sambandet och eventuell risk är inte helt klarlagd och utredning pågick fortfarande i mitten av januari. Den 15 januari utfärdade USA:s nationella folkhälsomyndighet Centers for Disease Control and Prevention (CDC) reserekommendationer gällande de berörda länderna som innebär att gravida kvinnor bör överväga att skjuta upp resan. Liknande reserekommendationer har utfärdats av myndigheter i många andra länder.
Den 1 februari klassade världshälsoorganisationen (WHO) smittspridningen av zikaviruset som ett internationellt nödläge. WHO befarar att upp till fyra miljoner människor kan ha smittats vid årets slut. I den värst drabbade regionen i Brasilien har ungefär 1 procent av de nyfödda barnen mikrocefali.

## Smittspridning

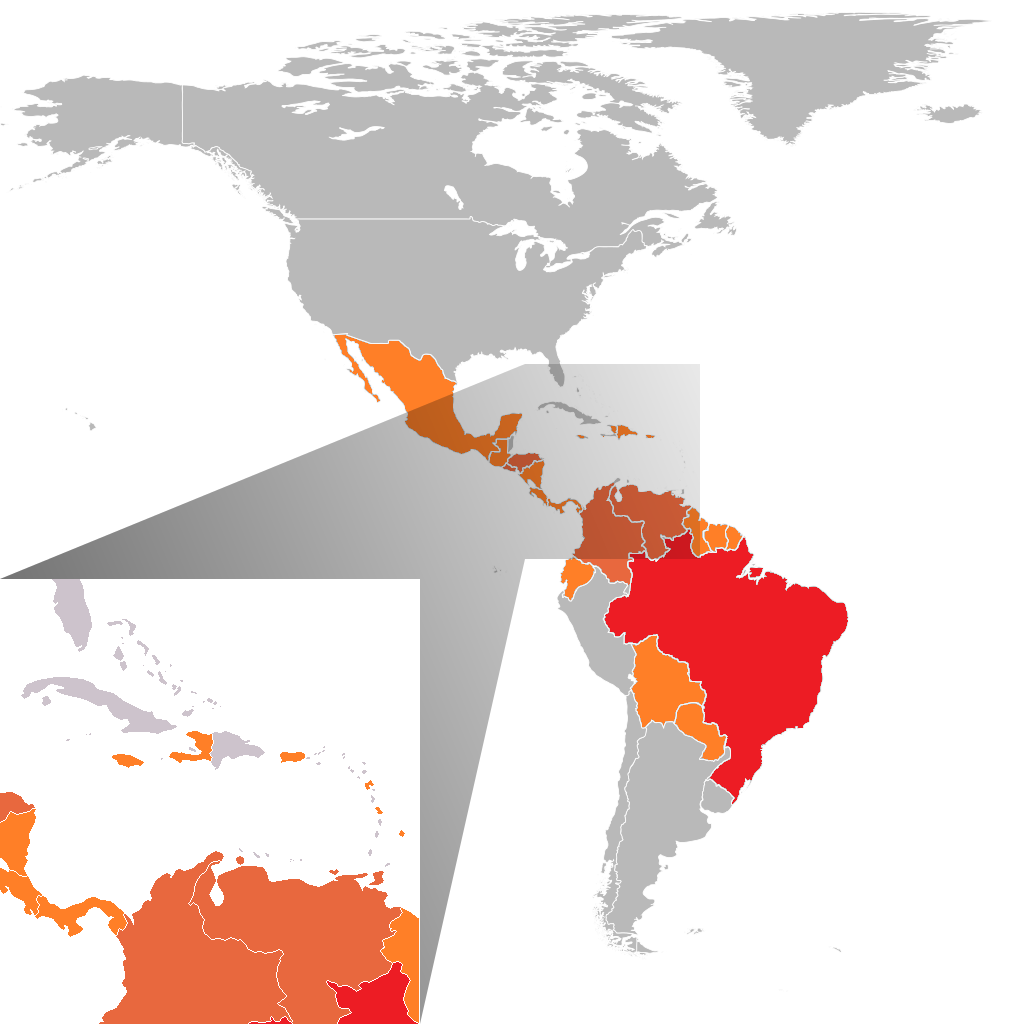
Zikavirusets utbredning på den amerikanska kontinenten i januari 2016.

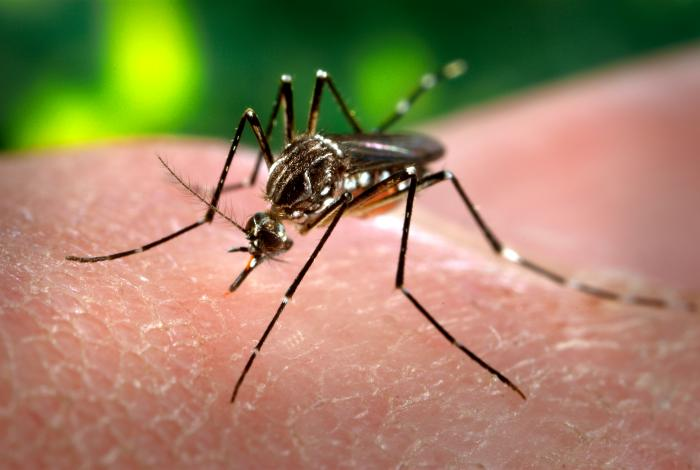
Aedes aegypti är en vektor för överföring av zikavirus.

Virusets naturliga reservoar är ännu ej fastställd, men man har påvisat serologiska fynd hos västafrikanska apor och gnagare. Zikaviruset överförs av dagaktiva myggor och har isolerats från ett antal arter i släktet Aedes, bland dessa finns Aedes aegypti, Aedes africanus, Aedes apicoargenteus, Aedes furcifer, Aedes hensilli, Aedes luteocephalus och Aedes vittatus. Zikavirus kan överföras mellan människor genom sexuell kontakt. Det kan också passera moderkakan hos gravida kvinnor och därmed påverka ett foster. 
Eftersom viruset endast kan spridas i de områden där det finns myggarter som kan bära det, är förändringar av myggarternas utbredningsområden en viktig orsak till att regioner som tidigare var fria från zikasmitta har drabbats. Den viktigaste vektorn, A. aegypti, sprids till nya områden genom handel och resor. A. aegypti finns nu på alla kontinenter inklusive Nordamerika och även några mindre delar av Europa. En myggpopulation som är kapabel att bära viruset har påträffats i Washington, DC  och genetiska bevis antyder att den överlevt åtminstone fyra vintrar i området. Forskare drar slutsatsen att myggorna anpassat sig för att kunna överleva i nordligt klimat.
Under 2015 uppmärksammades att zika spridit sig i Karibien och Sydamerika. De länder och territorier som enligt Pan American Health Organisation (PAHO) har drabbats av "lokal spridning av zikavirus" är Barbados, Bolivia, Brasilien, Colombia, Dominikanska republiken, Ecuador, El Salvador, Franska Guyana, Guadeloupe, Guatemala, Guyana, Haiti, Honduras, Martinique, Mexiko, Panama, Paraguay, Puerto Rico, Saint Martin, Surinam och Venezuela.
År 2015 detekterades zikavirusets RNA i fostervatten hos två foster med microencefali enligt ultraljudsmätning, vilket tyder på att det hade passerat moderkakan och kunde orsaka en mor-till-barn-infektion.

## Zikafeber

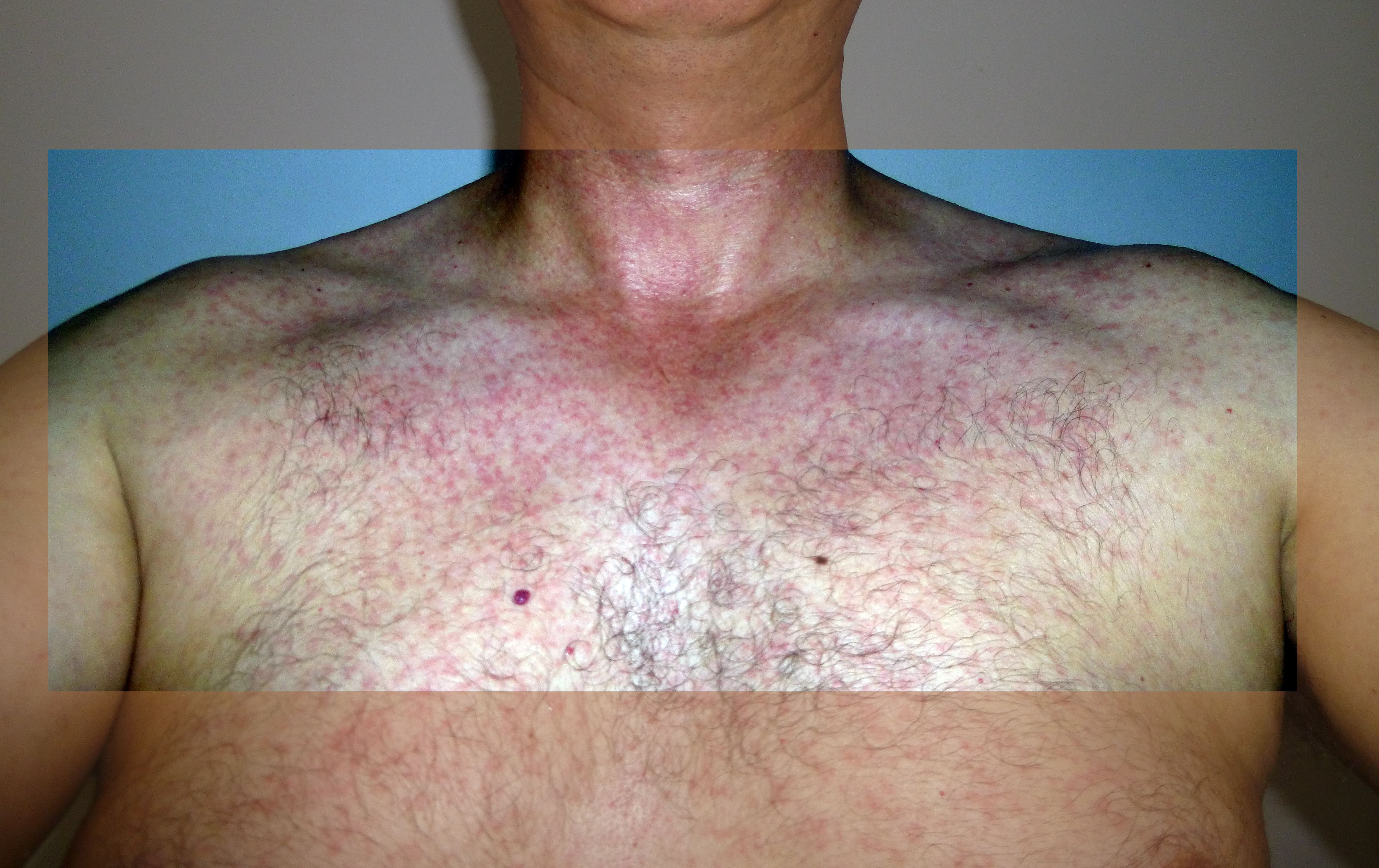
Utslag orsakade av zikavirus.

Vanliga symptom på zikavirusinfektion inkluderar mild huvudvärk, utslag, feber, sjukdomskänsla, ögoninflammation och ledvärk. Det första väldokumenterade sjukdomsfallet beskrevs 1964. Det började med lätt huvudvärk och därefter utslag, feber och ryggsmärtor. Inom två dagar började utslagen blekna. Inom tre dagar var febern borta och bara utslagen fanns kvar. Hittills har zikafeber varit en relativt mild sjukdom. Endast en av fem personer utvecklar symptom, medan de övriga är asymtomatiska.
Sjukdomen kan för närvarande inte behandlas eller förebyggas med läkemedel eller vaccin. Symtomen kan behandlas med vila, vätska, och paracetamol, medan acetylsalicylsyra och andra icke-steroida antiinflammatoriska läkemedel endast ska användas när dengue har uteslutits för att minska risken för blödning.

## Mikrocefali och andra komplikationer

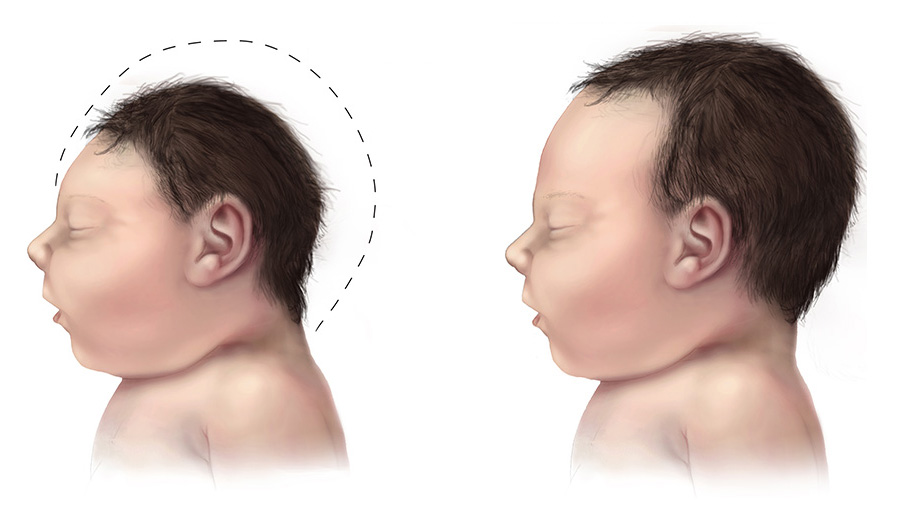
Illustration av mikrocefali.

Under zikavirusutbrottet i Brasilien 2015 upptäcktes ett troligt samband mellan zikavirusinfektion och mikrocefali hos nyfödda barn. År 2015 upptäcktes 2 782 fall av mikrocefali jämfört med 147 under 2014 och 167 under 2013.
I november 2015 isolerades zikavirus från en nyfödd baby med mikrocefali och andra missbildningar i den nordöstra delstaten Ceará i Brasilien. Medicintidskriften The Lancet rapporterade i januari 2016 att det brasilianska hälsoministeriet hade bekräftat 134 fall av mikrocefali som "tros vara associerade med zikavirusinfektion" och att det finns ytterligare 2 165 fall i 549 län i 20 delstater som är under utredning.  Eftersom graviditetens första trimester är avgörande för barnets neurologiska utveckling, anses zikavirusinfektion under denna period med högre sannolikhet påverka centrala nervsystemet. De molekylära mekanismerna bakom mikrocefali som orsakas av zikavirus är fortfarande oklara, men viruset antas spridas till fostret via infektion av makrofager i moderkakan. 
I januari 2016 föddes en baby i Oahu, Hawaii, med mikrocefali vilket var det första fallet i USA där hjärnskador sätts i samband med viruset. Barnet och modern testades positivt för en tidigare zikavirusinfektion. Modern, som förmodligen smittats under en resa i Brasilien i maj 2015 under de tidiga stadierna av graviditeten, hade rapporterat milda symptom. Hon återhämtade sig innan hemresan till Hawaii. Hennes graviditet hade fortskridit normalt, och barnets tillstånd blev inte känt förrän vid födseln.
En hög förekomst av den autoimmuna sjukdomen Guillain-Barrés syndrom (GBS) konstaterades i Franska Polynesien och har också påträffats i Brasilien. En studie kom fram till att sannolikheten att ha haft en nylig Zika-virusinfektion var mer än 30 gånger högre hos patienter med GBS än hos de utan sjukdomen. Det finns dock inga laboratoriebekräftelser på zikavirusinfektion hos patienter med GBS.
Ögonsjukdomar hos nyfödda har också varit knutna till zikavirusinfektion.  I en studie i Pernambuco i Brasilien hade cirka 40 procent av barn med zikarelaterad mikrocefali även ärrbildning i näthinnan med fläckar eller pigmentförändring.

## Bekämpning och förebyggande åtgärder

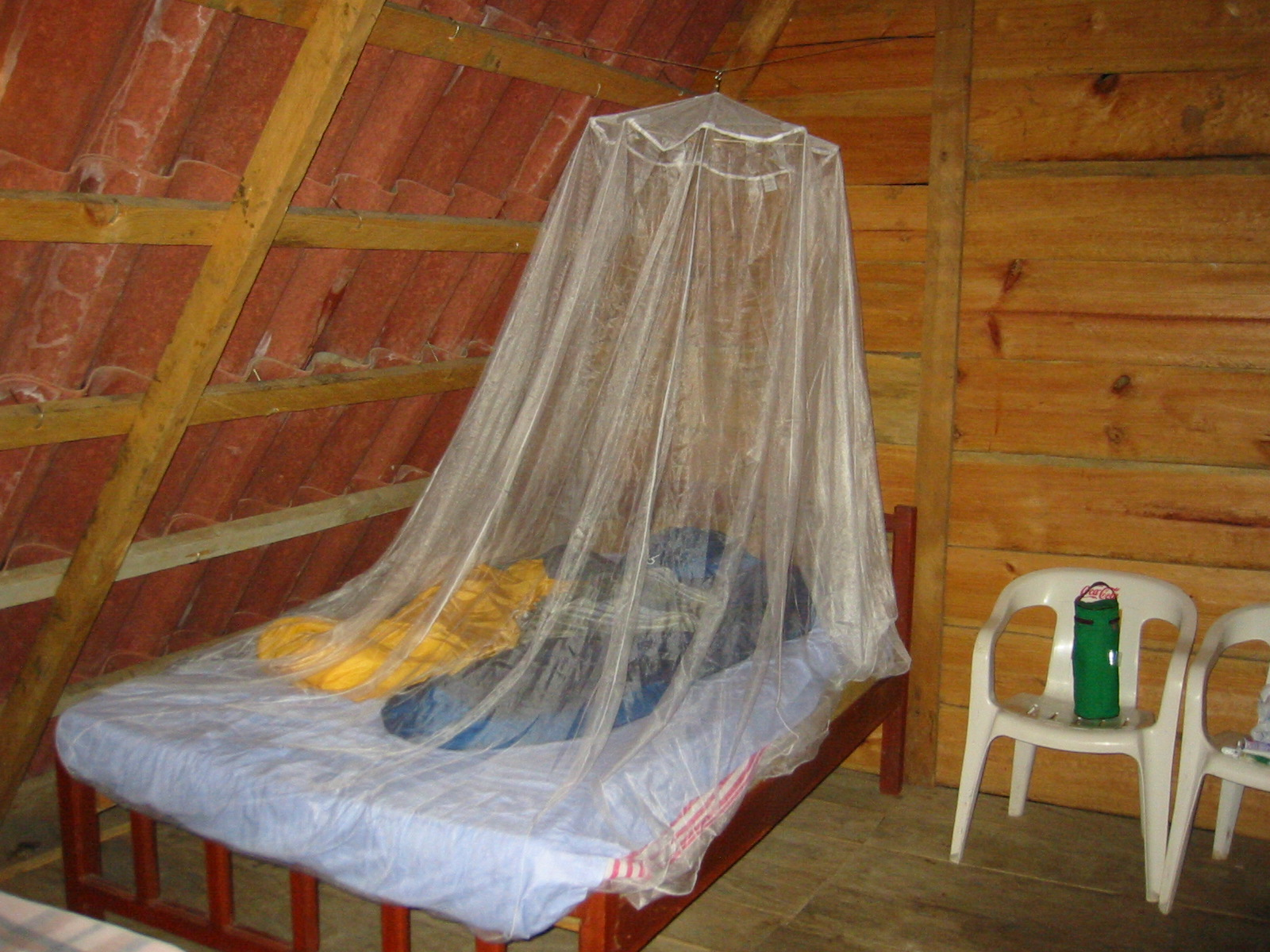
Myggnät

Flera länder, däribland Colombia, Ecuador, El Salvador och Jamaica, rådde kvinnor att undvika graviditet tills mer blir känt om riskerna. Planer tillkännagavs av myndigheterna i Rio de Janeiro i Brasilien att försöka förhindra spridning av viruset under olympiaden i Rio sommaren 2016.
WHO:s rekommendationer för zikavirusskydd omfattar huvudsakligen användande av myggmedel; kläder (helst ljusa) som täcker en så stor del av kroppen som möjligt; barriärer som stängda dörrar och fönster, och användning av myggnät. Det är också viktigt att förhindra att myggor förökar sig i vattensamlingar nära hemmet genom att ta bort till exempel hinkar, blomkrukor eller däck, där myggor kan samlas och föröka sig.
I Brasilien har myndigheterna godkänt utsläpp av genetiskt modifierade myggor av arten Aedes aegypti. Ett brittiskt bioteknikföretag har tidigare publicerat ett testresultat för så kallade "självbegränsande" myggor för att bekämpa denguefeber, chikungunya och zikavirus. De drog slutsatsen att myggpopulationerna har minskat med över 90 % i testområdet. De genetiskt modifierade hanmyggorna parar sig med honor i naturen och sprider en "självbegränsande gen" som får den resulterande avkomman att dö innan vuxen ålder och därmed minskar myggornas antal. 
Pesticider används också för att bekämpa mygglarver, bland annat pyriproxifen.

## Virologi
Zikaviruset hör till familjen flaviviridae och har ett 10kb stort ssRNA(+) genom, vilket kan direkt översättas till virusproteiner. Genomet kodar för ett polyprotein som spjälks vidare till sju icke-strukturella och tre strukturella protein (C=kapsid, M=membran och E=hölje). Runt virusgenomet finns en nukleokapsid som byggs upp av C-proteiner, ett av de tre strukturella proteinerna. Nukleokapsiden omges av ett membran med E och M glykoproteiner, de två övriga strukturella proteinerna.
Virusets arvsmassa översätts vid endoplasmiska nätverket i samarbete av värdcellens ribosomer, varefter polyporteinet klyvs av proteaser. De icke-strukturella proteinerna har flera funktioner, bland annat bidrar de till inbuktningar av endoplasmiska nätverkets membran till så kallade replikationskomplex.  I dessa komplex samarbetar de icke-strukturella proteinerna för att effektivt replikera virusets genom. I processen fungerar icke-strukturella proteinet NS5 som både RNA polymeras och metylas. Replikationskomplexen skyddar även de nybildade virusgenomen från nedbrytning via värdecellens nukleaser. 
Interferon-inducerade transmembran proteiner (IFITM) är anti-virala proteiner som också deltar i flera biologiska processer, bland annat i signalering av immunceller och i mineraliseringen av ben.  Det har visats att både IFITM1 och IFITM3 har en inhiberande effekt på zikavirusets replikation.  IFITM1 och IFITM3 proteinernas inhiberande effekt på zikavirusets replikation har visats med både förlust av funktion och ökning av funktion exempel. Vid jämförelse av IFITM1 och IFITM3, visades IFITM3 ha en mer betydande effekt på zikavirusets replikation. 
Överexpression av IFITM3 i HeLa-celler skyddade betydligt cellerna från zikavirusinfektion, medan utarmning av IFITM3 ökade på virusets replikations förmåga. Överexpression av IFITM3 minskade också på HeLa cellernas dödlighet, medan utarming av IFITM3 däremot ökade på HeLa cellernas dödlighet. Därmed har IFITM3 en skyddande effekt i HeLa celler under zikavirusinfektion. Den exakta mekanismen hur IFITM3 skyddar cellerna från zikavirus är dock ännu oklar. Det har påvisats att IFITM3 hämmar den initiala infektionen av zikavirus, mer i detalj inhiberar IFITM3 infektionen efter att viruset bundit till värden men före den tidiga transkriptionen skett. IFITM3 proteinets inhiberande effekt mot zikavirusinfektion kräver att proteinet är rätt lokaliserat i den endosomala gången.
Mer forskning kring temat hur dessa transmembran proteiner blockerar zikaviruset behövs i hopp om att hitta lösningar till att både förhindra och behandla zikavirusinfektioner. 
Vimentin är ett intermediärfilament som också visats ha en roll i zikavirusinfektion. Under infektionen omorganiseras vimentin till området kring kärnan av värdcellen, där endoplasmiska nätverket befinner sig, och bidrar möjligtvis med stöd vid bildningen av replikationskomplexen. Dessutom samverkar vimentin med RRBP1, ett ribosomalt protein som direkt binder till virusgenomet, vilket stöder replikationsprocessen. Även dessa fynd kräver dock vidare forskning. 
Ubikvitinering av zikavirusets E-protein verkar ha en positiv inverkan på virusets infektivitet i människoceller. Detta sker särskilt via K63 kopplad polyubikvitinering med Trim7 ubikvitinligaset. Trim7 proteiner uttrycks särskilt i hjärnan och reproduktionsvävnader, vävnader där man tidigare har märkt att zikavirus reproduceras. Samma verkan har inte hittats för myggceller.

## Reaktioner i Sverige
Den svenska Folkhälsomyndigheten har informerat landets mödravårdscentraler, men reserekommendationerna för gravida i Sverige har inte uppdaterats (gällde 19 januari 2016).  UD avrådde inte heller från resor till de drabbade länderna (gällde 1 februari 2016).
Zikavirusinfektion sprids för närvarande snabbt framförallt i Syd- och Centralamerika men också i Mexiko och Karibien och i olika ögrupper i Stilla havet och Atlanten. (14 oktober 2016)
En forskare vid Statens Veterinärmedicinska Anstalt (SVA) säger att man "inte helt kan utesluta" att myggarten Aedes geniculatus, den silvertecknade trädhålsmyggan, skulle kunna sprida zikavirus. Myggan finns i Sverige och har i laboratorietester visat sig kunna sprida närbesläktade virus som chikungunya och gula febern, men ännu inte testats för zikavirus. SVA samordnar ett projekt för att tillsammans med andra myndigheter få mer kunskap om insektsburen smitta i Sverige.